# Komm, Jesu, komm!

Первая страница мотета

Komm, Jesu, komm! (Приди, Иисус, приди!, BWV 229) — мотет Иоганна Себастьяна Баха, на слова Пауля Тимиха. Он был написан в Лейпциге до 1735 года, возможно между 1723 и 1734 годами, и был впервые исполнен в 1731–1732.